# Quarto dei Mille
Quarto dei Mille è un quartiere residenziale, costituito dalle "unità urbanistiche" di Quarto, Quartara e Castagna, di 20 736 abitanti del comune di Genova, compreso nel Municipio IX Levante. Fu comune autonomo sino al 1926, quando venne aggregato alla Grande Genova.
Affacciato sul mar Ligure, è compreso tra i quartieri Sturla, Apparizione e Quinto. In origine la denominazione ufficiale era Quarto al Mare, il nome fu poi variato nel 1911 in onore della spedizione dei Mille che ebbe inizio partendo da questa località.

## Storia

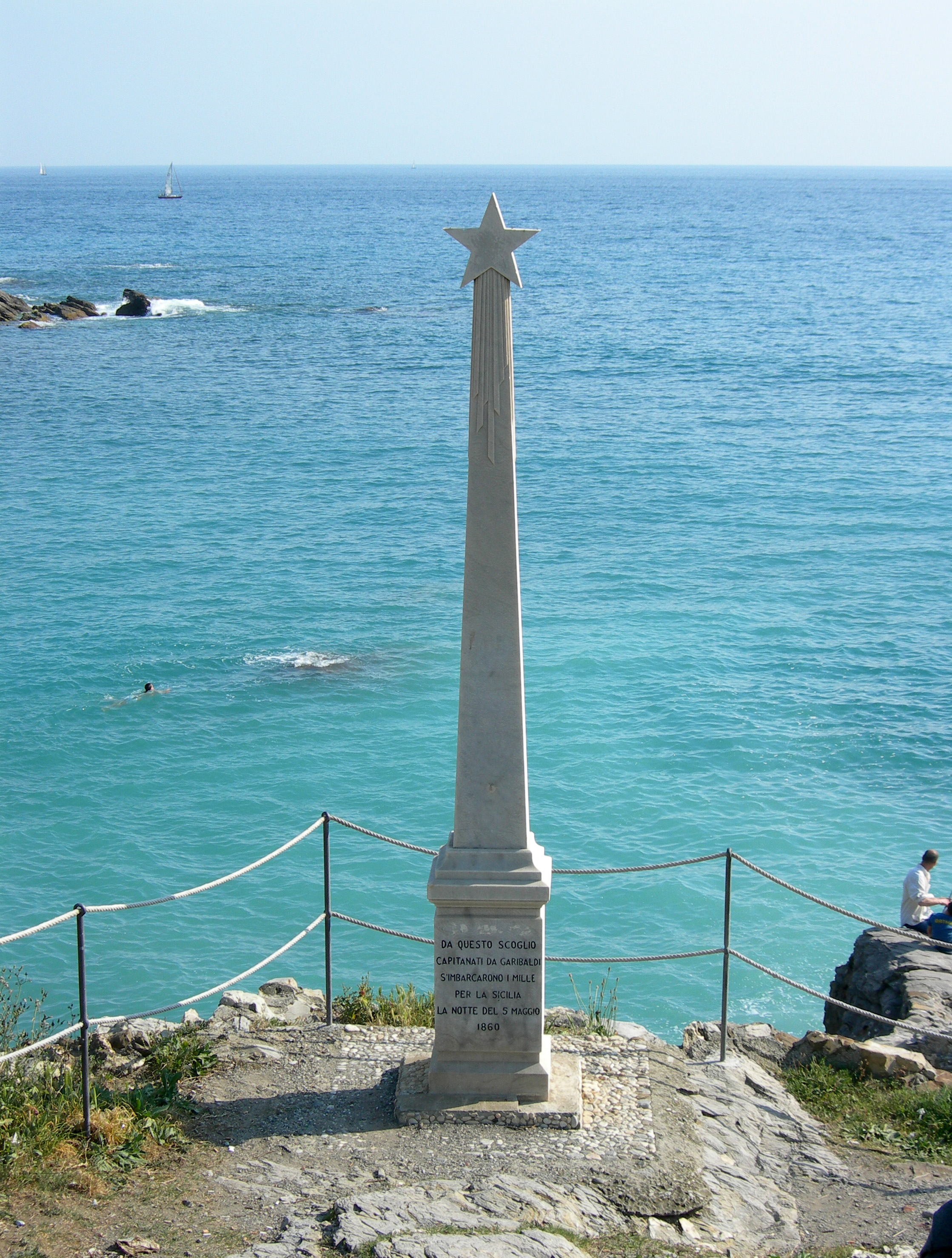
Scoglio dal quale partì la spedizione dei Mille la notte del 5 maggio 1860

La località deve il nome alla collocazione al quarto miglio da Genova lungo la via medioevale, chiamata oggi "via Antica Romana", che portava verso la riviera di levante e la Toscana attraversando l'area di Quarto a monte della zona costiera, prima che il rilievo salisse verso le pendici del monte Fasce; sul suo tracciato erano sorte nel XII secolo le chiese di San Giovanni Battista di Quarto e di Santa Maria della Castagna, alle quali dal XIV secolo si era aggiunta l'abbazia di San Gerolamo dei monaci Olivetani; tutti e tre gli edifici mantengono parti originarie.
La zona era abitata da contadini, pescatori ed era sede di palazzi di villeggiatura. Inserito nei territori della Repubblica di Genova il borgo di Quarto fu sottoposto alla podesteria del Bisagno e, nel 1606, nel successivo capitaneato.
Con gli avventi napoleonici di fine settecento, e la conseguente caduta della repubblica genovese in favore della Repubblica Ligure, la costituita municipalità di Quarto al Mare fu inglobata nel dipartimento del Bisagno (1797) con capoluogo San Martino d'Albaro; l'anno successivo fu inserita nel VI cantone di Nervi della giurisdizione del Bisagno e ancora inserita, dal 1803, nel V cantone di San Martino d'Albaro nella I giurisdizione del Centro. Annesso al Primo Impero francese, dal 13 giugno 1805 al 1814 fu inserito nel Dipartimento di Genova.
All'antica via Aurelia si aggiunse in epoca napoleonica l'attuale Aurelia a mare, che rasenta la linea di costa e che fu terminata nei primi anni del Regno di Sardegna (1815). A partire dal 1861 il comune di Quarto al Mare fu parte integrante del neo costituito Regno d'Italia. Dal 1859 al 1926 il territorio fu compreso nel II mandamento di Nervi del circondario di Genova facente parte dell'allora provincia di Genova. Con il regio decreto-legge n. 74 del 14 gennaio 1926, nell'ambito della creazione della cosiddetta Grande Genova, il comune fu soppresso e aggregato a quello di Genova, la cui nuova entità amministrativa diventò operativa dal 1º luglio 1926.
Da questa località partì, nella notte tra il 5 e il 6 maggio 1860, la spedizione dei Mille guidata da Giuseppe Garibaldi e diretta alla volta di Marsala. Sul capo antistante lo scoglio da dove era partito Garibaldi venne eretto nel 1915 il monumento che ricorda la spedizione, opera dello scultore Eugenio Baroni. Questo gruppo scultoreo venne inaugurato il 5 maggio dello stesso anno e Gabriele D'Annunzio tenne il discorso commemorativo.
Quarto dei Mille è sede di un ospedale pediatrico conosciuto in tutta Europa: l'Istituto Giannina Gaslini. Vi hanno sede anche uffici dell'Istituto italiano di tecnologia e il museo Garibaldino, ubicato a villa Spinola, sito nel quale prese corpo l'organizzazione della famosa spedizione garibaldina. Sono presenti anche alcune spiagge molto frequentate durante la stagione estiva.

### Simboli
(Descrizione araldica dello stemma)

Il comune di Quarto al Mare ebbe concessione di stemma con regio decreto del 24 ottobre 1910 e regie lettere patenti del 5 gennaio 1911. 

## Monumenti e luoghi d'interesse

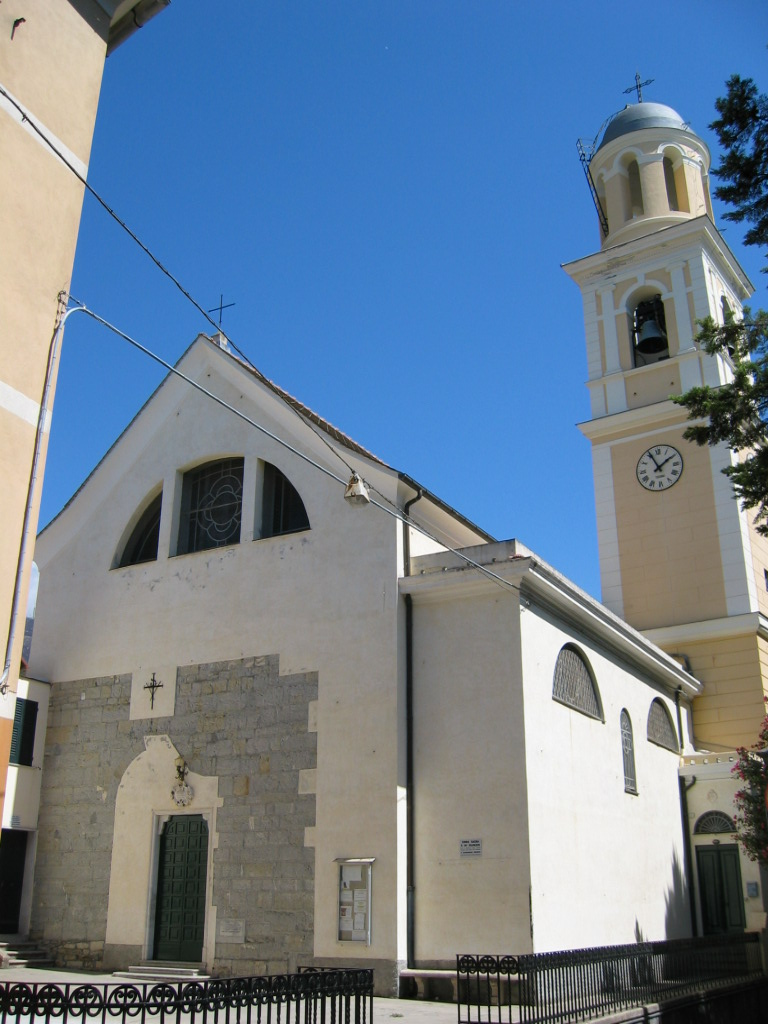
La chiesa di Santa Maria della Castagna: la facciata romanica riemersa con lo "scrostamento" (ripristino facciata degli anni '90 del Novecento).

### Architetture religiose
- Chiesa parrocchiale di San Giovanni Battista, presso la via Antica Romana di Quarto. Fu la prima parrocchiale di Quarto, costruita in epoca romanica. Della originaria costruzione rimane il muro perimetrale del XII secolo, con pietre in grossi conci lasciate a vista.
- Chiesa parrocchiale di Santa Maria della Castagna. Costruita anch'essa in epoca romanica, della primitiva costruzione rimane una colonna al suo interno e la parte di facciata con i conci di grandi pietre squadrate, del XII secolo, messe a nudo nell'ultimo restauro. All'interno conserva la tela di Luca Cambiaso con i santi Rocco, Erasmo e Sebastiano (XVI secolo), proveniente dal demolito oratorio di San Rocco (l'oratorio era sul mare, a Priaruggia; venne ricostruito accanto alla chiesa della Castagna nell'Ottocento). All'altare maggiore una rara tavola firmata da Andrea d'Aste (1425), Il campanile attuale venne aggiunto nell'Ottocento. Deve il nome alla famiglia medioevale dei Castagna.
- Abbazia e chiesa parrocchiale di San Gerolamo. Costruita nel XIV secolo dagli Olivetani, e completata con vari rifacimenti nel secolo successivo. Nel suo refettorio, confinante con l'ospedale Gaslini, sono stati restaurati affreschi del pittore Nicolò Corso (seconda metà del XV secolo). Al suo interno varie opere pittoriche, tra cui una tela di Luciano Borzone. Il chiostro, anch'esso del XV secolo, appartiene alla tipologia dei chiostri monastici a pilastri a sezione ottagonale inaugurata nel Quattrocento dal chiostro di Santa Maria di Castello.
- Chiesa parrocchiale di San Giuseppe. Ultima parrocchia, costruita alla fine degli anni sessanta del XX secolo entro la giurisdizione di Santa Maria della Castagna, a seguito dell'urbanizzazione della zona di Priaruggia; il parroco di Santa Maria della Castagna che aveva iniziato la sua edificazione, don Pietro Bisso, divenne parroco di questa nuova chiesa.
- Chiesa dei Santissimi Angeli Custodi. Si trova nelle adiacenze dell'ospedale Gaslini. Di moderna costruzione, è attualmente affidata alla cura pastorale dei Salesiani di Don Bosco della vicina casa omonima.

### Architetture civili

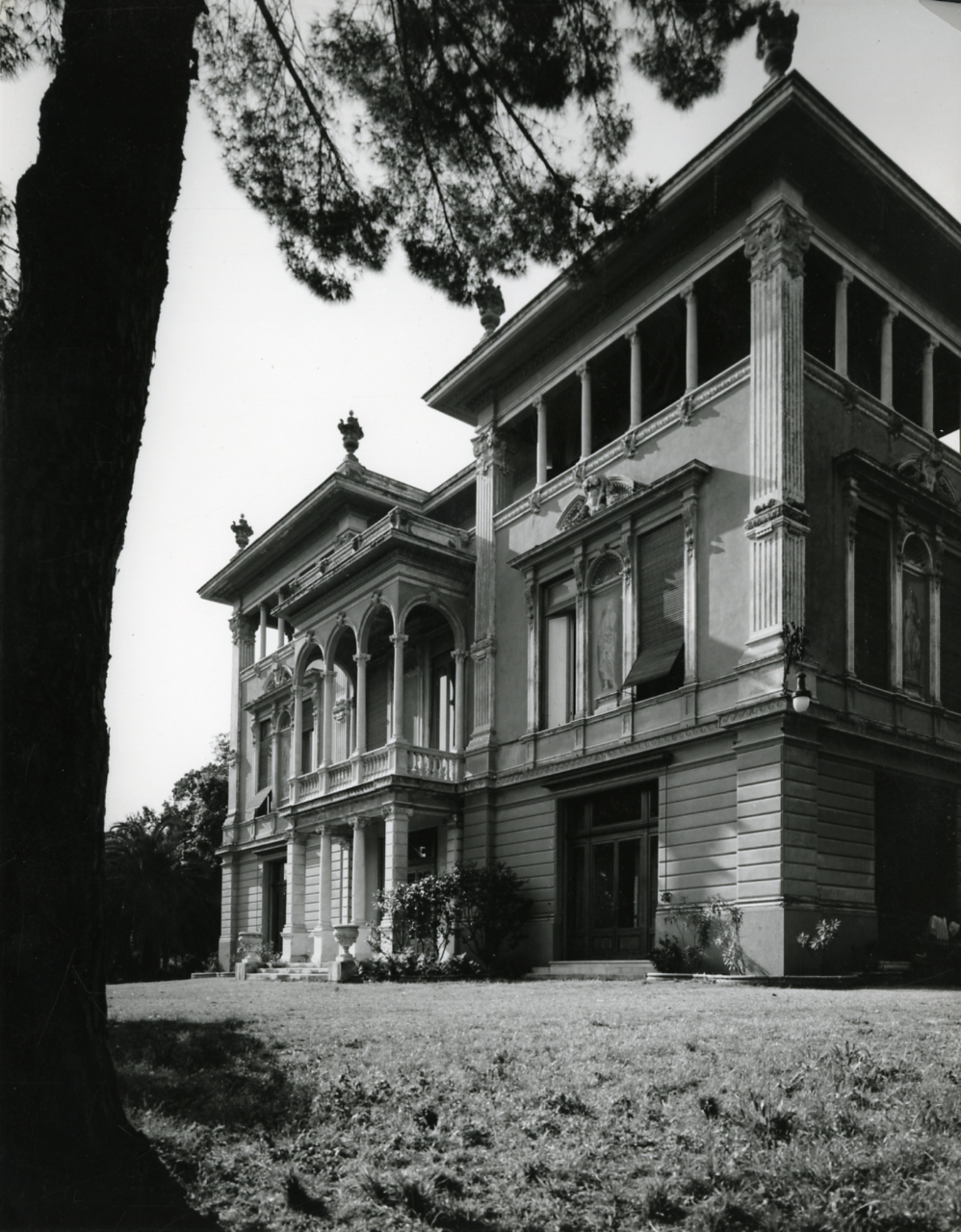
Villa Doria Spinola Quartara. Foto di Paolo Monti, 1963.

- Villa Quartara, il cui primo impianto è risalente al 1395 ad opera di Antonio Castagna. Ebbe nel corso dei secoli diversi proprietari, tra i quali le famiglie Doria e Spinola e subì nel tempo varie trasformazioni. Nel 1815 ospitò papa Pio VII. L'attuale proprietà è della "Fondazione Gaslini", che ne ha fatto la sede del Centro Internazionale di Studi e Formazione Germana Gaslini.[7][8][9]
- Villa Carrara. Ha un ampio parco con una villa del XVII secolo all'interno, ed una villa a castelluccio sull'affaccio a mare, in stile medioevale. Fu costruita verso l'inizio del XX secolo.
- Villa Spinola alla Castagna. Situata dirimpetto a villa Quartara, risale al XVII secolo. In essa si installò al principio del Novecento la filanda Ardizzone, poi trasferitasi in un edificio appositamente realizzato in via Priaruggia; la villa fu nel secondo dopoguerra adibita a rifugio per gli sfollati e, dopo un lungo periodo di degrado ed abbandono, è stata recentemente ristrutturata. Il parco, oggetto di una intensa lottizzazione edilizia, è molto ridotto di dimensioni. La villa che versava in condizioni di estremo degrado, negli anni novanta è stata ripristinata con la completa ricostruzione del tetto, su progetto dell'architetto Piero Gambacciani.
- Villa Coppedè. Villa a castelluccio con torretta, fu progettata dall'architetto Gino Coppedè che vi abitò per un certo periodo. Presenta una torretta del tipo inaugurato dall'architetto fiorentino per il castello Mackenzie. Si trova in via Rossetti nella zona di Priaruggia.
- Villa Paganini. Confinante con villa Quartara, venne acquistata dal barone Ciro Achille Paganini, figlio del violinista Niccolò Paganini.

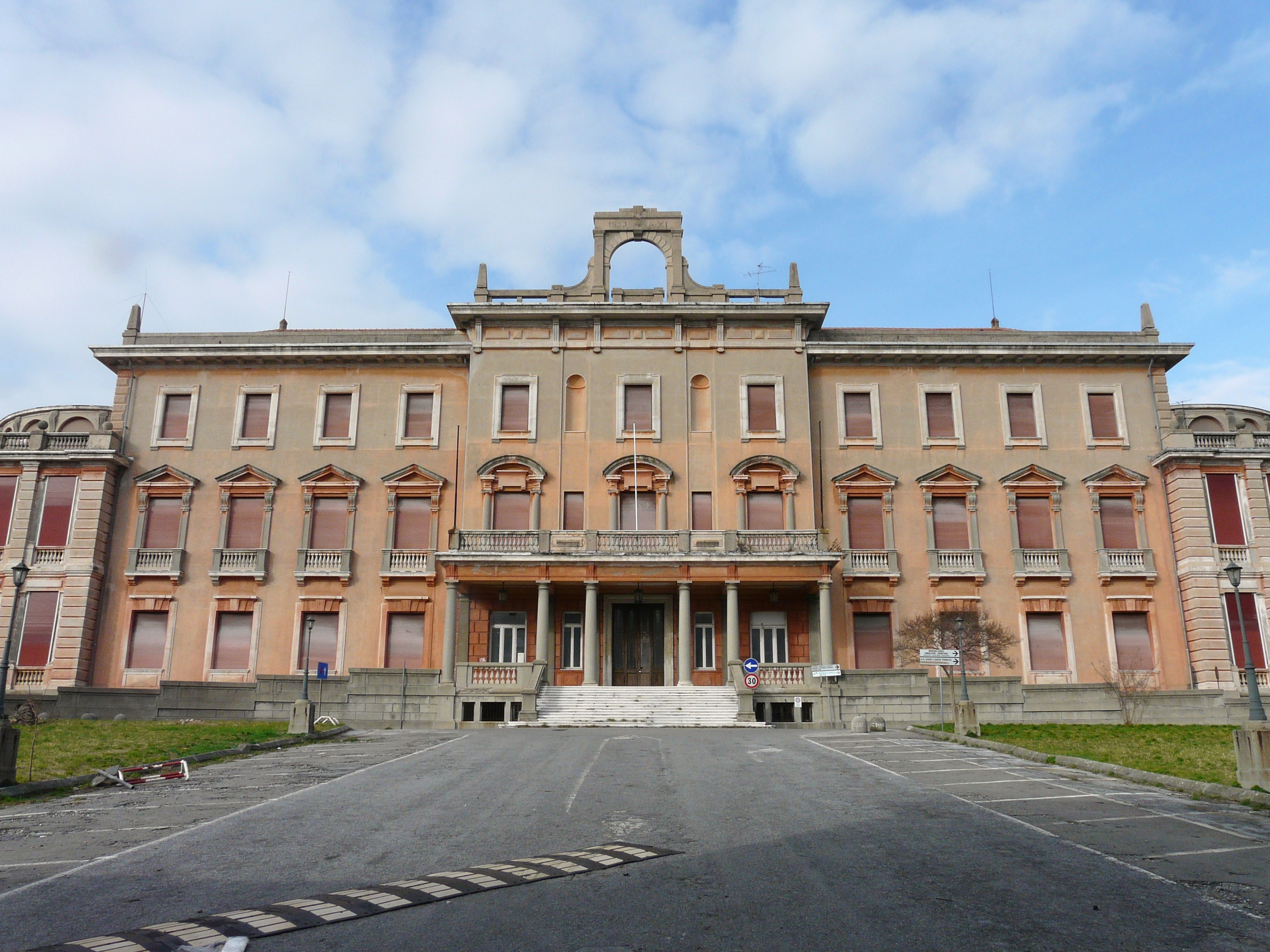
L'ex ospedale psichiatrico provinciale

- Istituto Giannina Gaslini, ospedale pediatrico fondato da Gerolamo Gaslini nel 1938.
- Ex istituto psichiatrico di Quarto. Costruito nel 1894 sul luogo in cui sorgeva precedentemente una villa appartenente alla famiglia Spinola (e che ospitò nel XIV secolo santa Brigida di Svezia), veniva ad aggiungersi al precedente ospedale per infermi di mente realizzato su progetto dell'architetto Carlo Barabino nella zona di Abrara (oggi via Cesarea, quartiere di San Vincenzo) che, per l'espansione del centro urbano, fu demolito nel 1913. La villa suddetta, in un primo tempo incorporata al manicomio, venne demolita nel 1926 per consentire all'ingrandimento dell'area manicomiale. Dopo la chiusura è cessata la sua primitiva destinazione ed il suo complesso è destinato ad altri usi, fra cui uffici ed ambulatori della locale ASL. A partire dagli ultimi anni di attività cominciò ad affiancare alla destinazione ospedaliera altre attività culturali, sotto la direzione di Antonio Slavich, psichiatra che veniva dall'esperienza triestina di Franco Basaglia. Attualmente ospita anche il Museattivo Claudio Costa. Nelle attività alternative che qui ebbero luogo vennero coinvolte numerose personalità artistiche: Claudio Costa, Giannetto Fieschi, Miriam Cristaldi, Alfonso Gialdini, Mauro Marcenaro, Margherita Levo Rosenberg, il Teatro dell'orrore, il Teatro del Tamburo, il Circolo del Levante, etc..Monumento in onore a Giuseppe Garibaldi e alla sua Spedizione dei Mille presso Quarto.

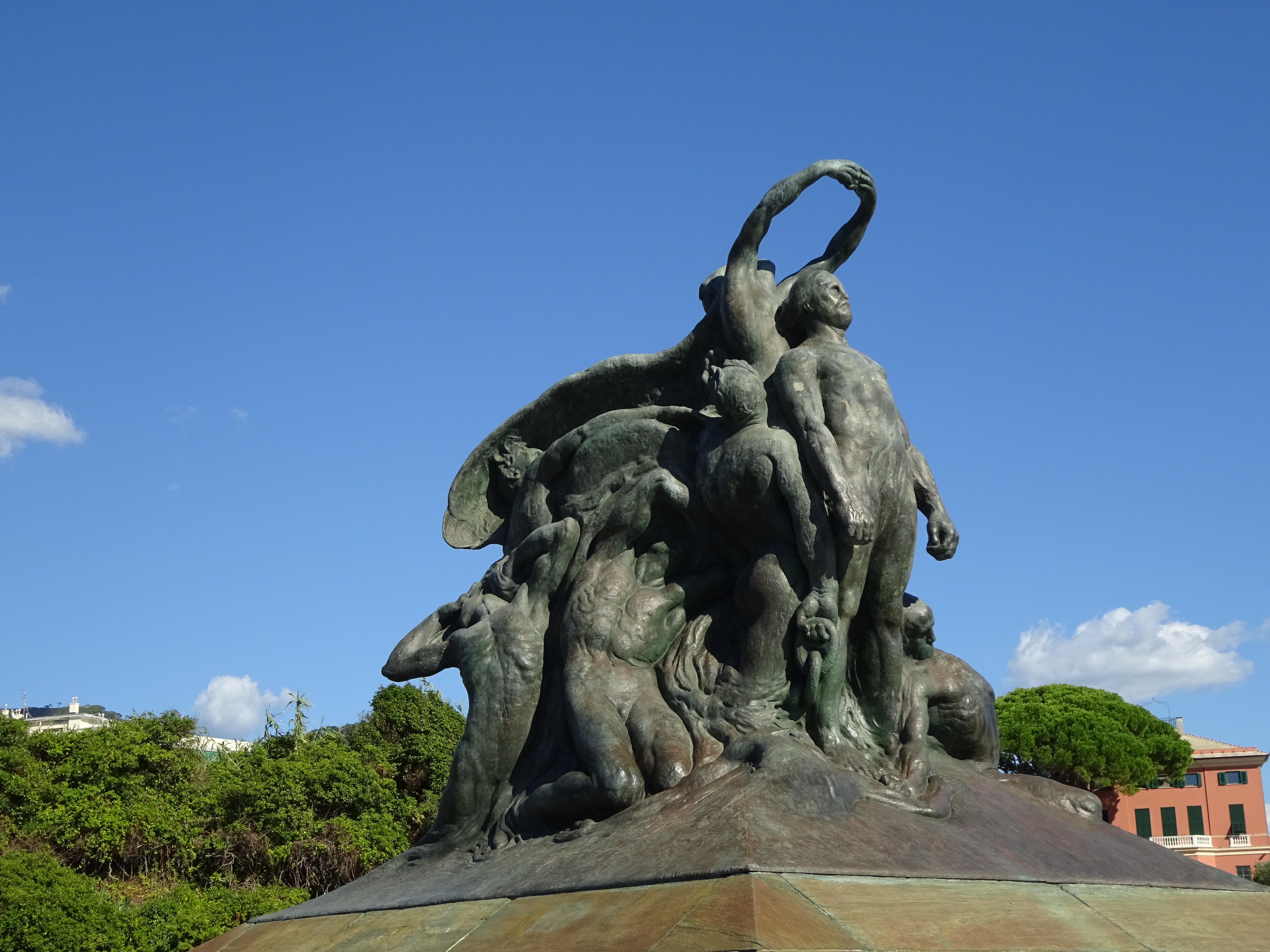
Monumento in onore a Giuseppe Garibaldi e alla sua Spedizione dei Mille presso Quarto.

### Monumenti
- Monumento ai Mille, gruppo scultoreo in bronzo realizzato dallo scultore Eugenio Baroni dedicato alla spedizione dei Mille. Inaugurato il 5 maggio 1915, a pochi metri dallo scoglio da cui partì la spedizione di Garibaldi.

### Aree naturali
Nel territorio di Quarto dei Mille è presente e preservato un sito di interesse comunitario, proposto dalla rete Natura 2000 della Liguria, per il suo particolare interesse naturale e geologico. Il sito è collocato tra i fondali delle delegazioni genovesi di Boccadasse, Sturla, Quinto al Mare e Nervi dove è segnalato un particolare habitat formato da praterie di posidonia oceanica e formazioni coralline. Tra le specie animali sono presenti i pesci:  Hippocampus hippocampus, Labrus merula, Parablennius gattorugine, Parablennius tentacularis, Symphodus cinereus, Symphodus rostratus, Symphodus tinca.

## Geografia antropica

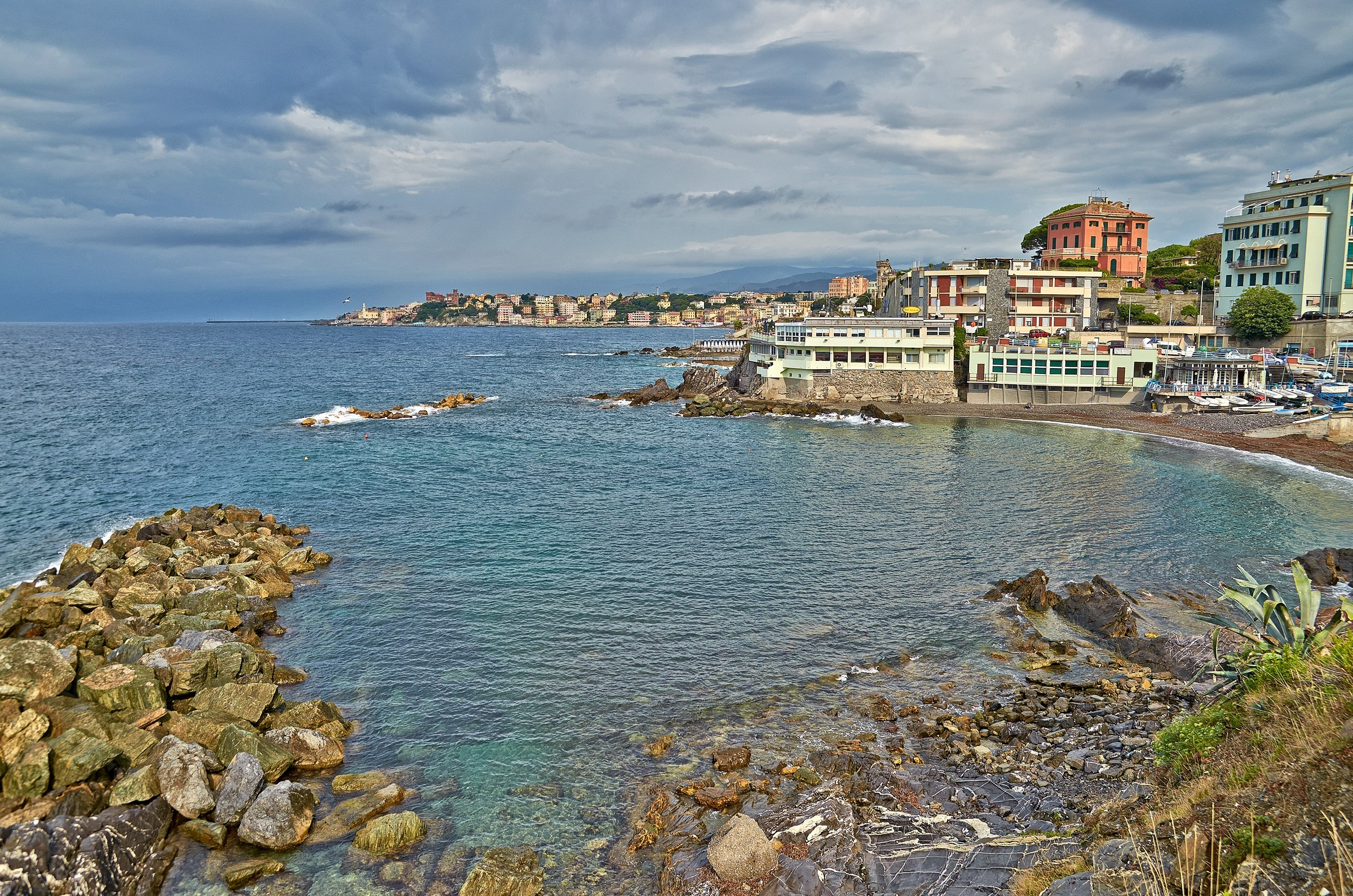
La spiaggia di Priaruggia e vista su Boccadasse e Vernazzola

- Quarto Castagna. Occupa la zona attigua alla via Romana della Castagna e alla chiesa di Santa Maria della Castagna. Vi si trovano villa Quartara (l'ex villa Spinola) posta dirimpetto alla vecchia chiesa parrocchiale.
- Priaruggia. Deve il nome alla famiglia dei Pietra Roggia che qui aveva case e possedimenti. Corre attorno alla valletta del rio Priaruggia che sfocia nell'omonima spiaggia.
- Quarto Alto. Corrisponde all'ultima urbanizzazione intensiva, sulla collina soprastante Quarto, risalente al 1985 (tra i progettisti figura l'architetto Piero Gambacciani, ideatore del grattacielo conosciuto noto anche con il nome de il fungo).

## Infrastrutture e trasporti

### Ferrovie
La stazione di Genova Quarto dei Mille è posta lungo la linea Genova-Pisa.
Una seconda fermata, in corrispondenza della radice sud dell'attuale stazione di Quarto dei Mille, era denominata Pietrarugia ed era a servizio dell'abitato sorto attorno alla cala che prende oggi il nome di Priaruggia. Tale fermata fu soppressa nel 1916.

### Mobilità urbana

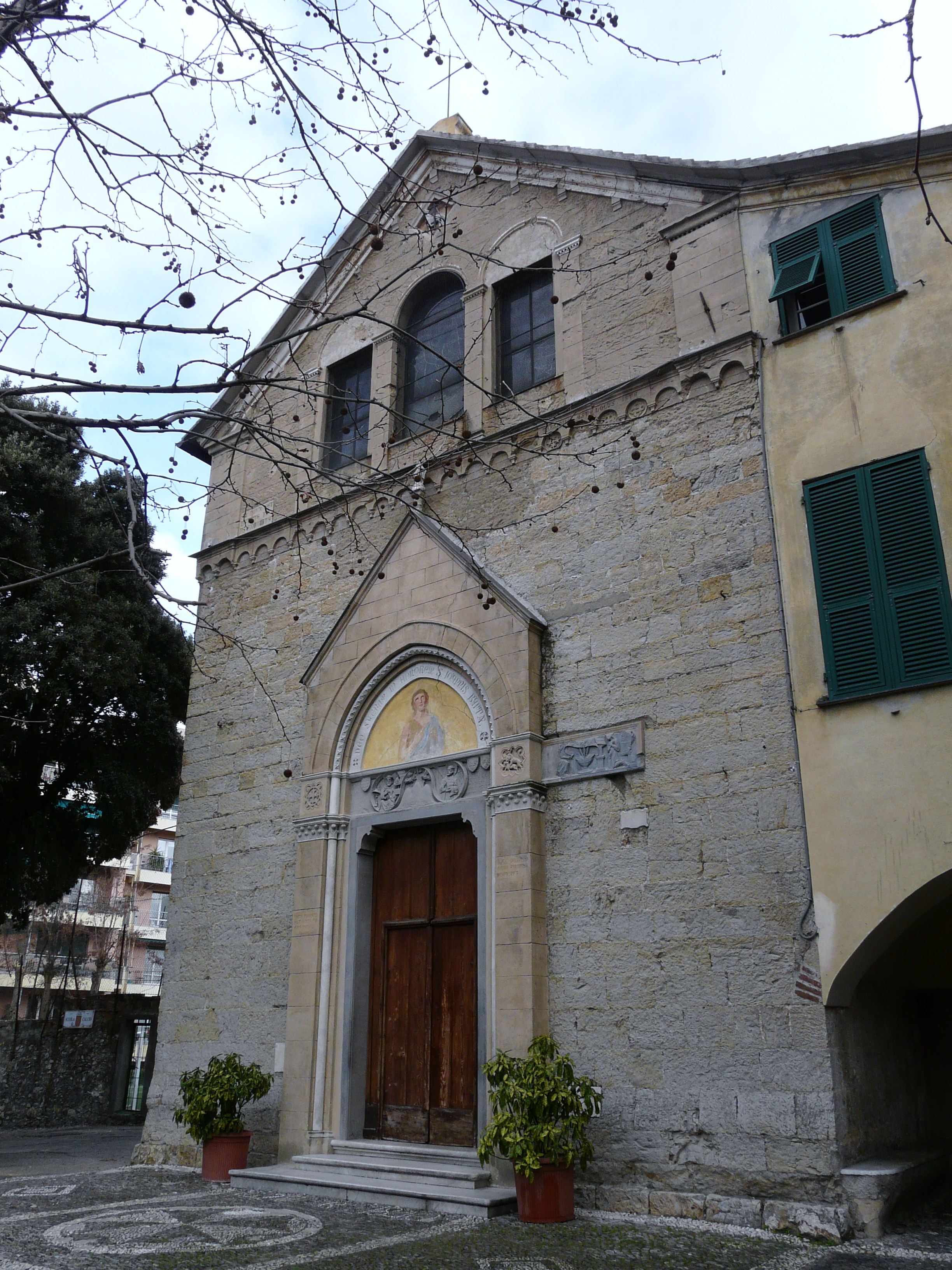
La chiesa parrocchiale di San Giovanni Battista

I collegamenti nell'ambito del quartiere (aree di Quarto Alto e della Castagna) e con il centro cittadino sono garantiti da autoservizi AMT che percorrono la strada lungomare e corso Europa.

## Sport

### Calcio
A livello calcistico si affermò nel panorama sportivo locale il Quarto Football Club, fondata nel 1921 dai colori blu e lilla, dapprima come espressione del proprio comune e successivamente quartiere di Genova. Raggiunse la Seconda Divisione (allora il secondo livello del calcio italiano) e nel 1947 la Serie C. Scomparsa negli anni Cinquanta, oggi la sua testimonianza è raccolta dall'A.S.D. Atletico Quarto, dai colori giallo e blu, militante nel campionato di Prima Categoria.
Altre società sono il Priaruggia G. Mora e il Vecchio Castagna Quarto, entrambe militanti nel campionato di Prima Categoria.